# 德國在台協會
德國在台協會（德語：Deutsches Institut Taipei）是德國派駐在台灣的官方代表機構，為實質大使館，負責維護、促進非邦交性的德台實質雙邊關係，並照管德國在台利益。協會的業務除了增進德國與台灣在文化、經濟等領域的往來之外，還受理簽證、護照相關的領事事務、替在台德僑提供公民服務、推廣赴德旅遊等，在部分場合或事務下亦會作為德國的代表與中華民國政府單位接洽，或扮演中華民國官方派員赴德時的聯絡單位。德國在台協會的最高負責人稱作處長（Generaldirektor），為德國駐台代表。

## 沿革
德意志聯邦共和國自1949年起在西德地區成立，但並未與該年因國共內戰而遷至台灣的中華民國政府締結邦交關係。1972年聯邦德國和中華人民共和國建交後，同台灣間的政治關係也受到波昂對華政策所限:p4，因此在台德國單位中並沒有正式的外交代表機構，而僅有1950年代起駐台的德國學術交流總署、1963年6月成立的德國文化中心:p709（2009年7月1日更名為台北歌德學院）與1981年5月26日創設的德國經濟辦事處:p709，該辦事處為德國在台簽證、公證等領事業務主辦機構。
此後，台灣與西德關係，乃至於兩德統一後的德台關係有了進一步的開展:p5，而德國也已是台灣在歐洲最大的貿易伙伴:p193。2000年2月1日時，德方始於台北市建立德國在台協會，派遣外交官接掌會務:p5，原屬德國經濟辦事處處務的領事機能也移交給德國在台協會。創立後的協會辦事處座落於中山區的民生東路與建國北路交叉口，地址為民生東路三段2號4樓。
2008年，德國在台協會的處址經德國聯邦建築暨區域規劃局確認，判定其存有結構缺陷的問題，已經無法繼續使用；因此德國外交部在當時世界第一高樓台北101內租下第33樓作為協會新址，工程於2009年1月8日展開計畫。建築區劃局為了新址的闢建，提出了內含地震安全說明的可行性研究，根據此份報告，在樓板面積約2,600平方公尺的高層大廈中，提供的可用空間不僅有1,700平方公尺；如此一來，便得同時符合德國標案建築品質的要求、及台灣當地的建築概念法則。此外，進度亦由於在招標時物色合適的台灣總承包商、還有在取得建築許可時與台北101管理方進行的協議上遭遇困難，一度嚴重落後。
2011年1月，歐盟通過台灣居民赴歐盟國家的旅遊免簽證政策，此後德國外交部再度修改其送交給建築區劃局的規劃申請書，這使得建築區劃局暫停施工，而規劃書也為了讓台灣當地的建築事務所、台北101管理方取得必要的追加施工許可而進行更新。同年7月1日德國在台協會新址開工，至11月18日宣告完成。2012年3月初，德國在台協會正式遷入台北101的33樓辦公。

## 組織與職掌
德國在台協會作為德國駐台代表處，設有若干領事事務單位（Konsularabteilung），對中華民國護照持有人或第三國國籍者的的服務項目包括審理、核發申根簽證、各類文件認證等。與德國公民相關的業務範疇則有提供建議、緊急救助等協助項目，和德國護照申辦等。
德國在台協會的其他單位還有經濟部門（Wirtschaftsabteilung）、文化部門（Kulturabteilung）和新聞部門（Presseabteilung），以支援德商協助工作、德國文化在台工作，以及包括德國留學資訊、德語促進活動等方面在內的交流計畫。此外，德國在台協會尚於2010年起成立「持續力小組」（Team Nachhaltigkeit），推動德國與台灣在永續發展上的合作。
德國在台協會成立後，除了上述職能外，亦曾代表德國與台灣的政府機構接觸、往來。例如在2012年簽署促進台德經貿投資往來的《駐德國台北代表處與德國在台協會避免所得稅及資本稅雙重課稅及防止逃稅協定》（簡稱《台德租稅協定》）、跨國合作移交受刑人的《台德關於移交受刑人及合作執行刑罰協議》、《台德司法互助協定》、及《台灣德國學術連結協定》等。德國在台協會處長也曾以駐台代表身分，負責安排並陪同德國政要拜會總統府、立法院等政府單位，或代表德國總統與德國外交部頒贈勳章、推動德國外交部在台灣的夥伴計畫、協助安排台方要員訪德等職責。

## 主要官員

### 歷任處長
| 任次 | 姓名   | 圖像 | 任期           | 備註                                                                                                 |
| ---- | ------ | ---- | -------------- | --- |
| 1    | 陸柏赫 |      | 2000年－2002年 | 赴台就職前曾任駐洛杉磯副總領事、 駐中華人民共和國大使館政治處長、 外交部（波昂）東亞處長。           |
| 2    | 戴森   |      | 2002年－2005年 | 赴台就職前曾任駐中非共和國大使、 駐寮國大使， 離台後調為驻蒙古国大使。                               |
| 3    | 薄達夫 |      | 2005年－2008年 | 赴台就職前曾任駐尚比亞大使館代理館長、 駐奈及利亞大使館代理館長、 駐廣州總領事。                     |
| 4    | 歐芮   |      | 2008年－2011年 | 離台後歷經外交部（柏林）東南亞、澳洲、紐西蘭暨太平洋處長、 駐奈及利亞大使等職。                      |
| 5    | 紀克禮 |      | 2011年－2014年 | 赴台就職前曾任駐摩爾多瓦大使、 駐伊朗公使、 駐吉達（沙烏地阿拉伯）總領事。                           |
| 6    | 歐博哲 |      | 2014年－2018年 | 赴台就職前曾任駐日大使館政治處長、 駐巴西大使館公使兼經濟暨全球化事務處長， 離台後轉任駐阪神總領事。 |
| 7    | 王子陶 |      | 2018年－2021年 | 赴台就職前曾任駐孟加拉大使                                                                           |
| 8    | 許佑格 |      | 2021年－現任   | 赴台就職前曾任駐印度大使館公使、 駐委內瑞拉臨時代理大使                                              |

### 歷任副處長
| 任次 | 姓名   | 圖像 | 任期           | 備註                     |
| ---- | ------ | ---- | -------------- | ------------------------ |
| ？   | 許佑格 |      | 2000年代       |                          |
| ？   | 呂海慕 |      | 2003年－2006年 | 離台後擔任駐廣州總領事。 |
| ？   | 柯彼特 |      | －2010年       | [ 38 ]                   |
| ？   | 古茂和 |      | 2010年－2014年 | [ 38 ]                   |
| ？   | 施碧娜 |      | 2014年－2020年 | [ 39 ]                   |
| ？   | 陶艾瑪 |      | 2020年－現任   |                          |